# マグマ

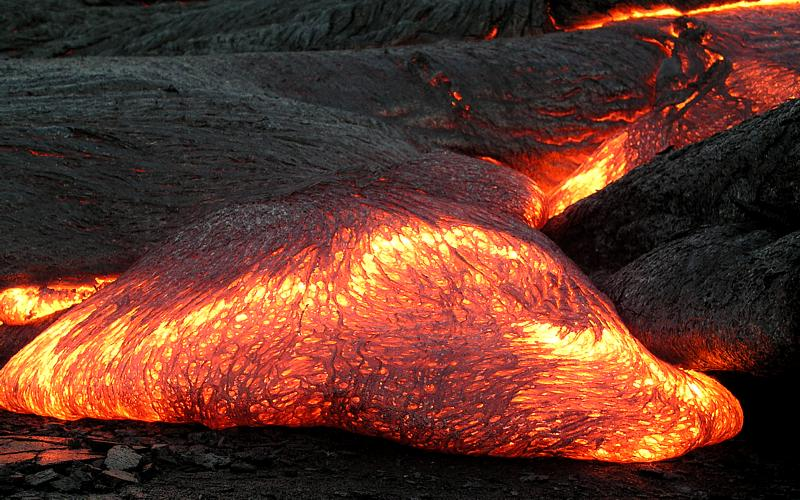
キラウエア火山の溶岩。
流体として地表に出たマグマを溶岩と呼ぶ。

マグマ（英: magma）とは、地球をはじめとする天体を構成する固体が、その内部で溶融しているものである。地球のマントルや地殻は主にケイ酸塩鉱物でできているため、その溶融物であるマグマも一般にケイ酸塩主体の組成を持つが、稀に「炭酸塩」鉱物を主体とするマグマも存在する。岩漿（がんしょう）ともいう。
地球以外の天体にもマグマは存在すると推定されているが、確認はいまだされていないため、本項では地球におけるマグマについて記載する。

## 概要

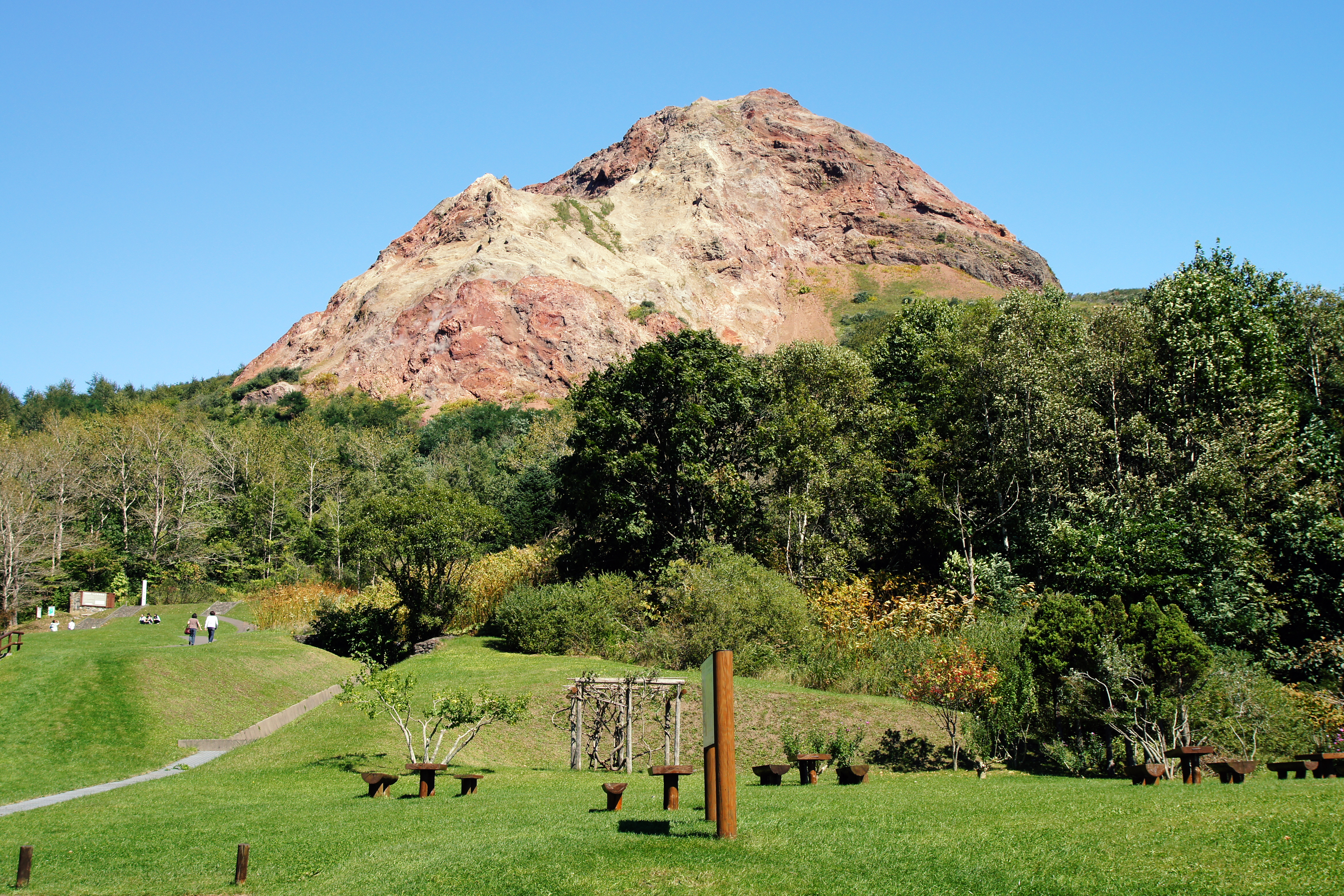
昭和新山はデイサイト質の流動性の少ないマグマの噴火でできた。

マグマは、特殊な例を除きケイ酸塩鉱物が主な成分である。マグマは一般的に液体成分だけでなく鉱物結晶を含む。マグマはその主成分であるケイ酸（二酸化ケイ素）の含有量（重量%）によって大きく4種類に分類される。二酸化ケイ素が最も少ないものが玄武岩質マグマ(45-52%)、続いて安山岩質マグマ（52-63%）、デイサイト質マグマ（63-70%）、最も多いのが流紋岩質マグマ（70-77%）である。二酸化ケイ素が少ないマグマほど温度が高く粘度が低く流動性がある。玄武岩質マグマは温度が1000-1200℃で粘度は100から数100ポアズだが、流紋岩質マグマの温度は600-900℃で粘度は数千万から数億ポアズである。マグマが冷却固化すると火成岩になるが、固化する際にはもともとマグマに数％含まれていた揮発性成分が抜けてしまっている。
地下で高温高圧のまま存在しているものをマグマと呼び、火山噴火等でマグマが地表に流出すると溶岩と呼ばれるが、明確な線引きは無いため呼称は混在することがある。しかし学術的には区別されるので注意が必要である。

## マグマが存在する場所
マグマが存在する、すなわち地表に火山が存在する場所は限られている。マグマの存在する場所はプレートの活動に由来して各プレートの周辺部で発生するものと、プレート内部で発生するものがある。マグマの生産量が一番多い場所は新しくプレートが生まれているプレート発散境界、特に中央海嶺で、ここでは玄武岩質マグマが生成している。二番目にマグマ生産量が多いのはプレート収束境界、特に海洋プレートの沈み込み帯で、玄武岩質マグマから流紋岩質マグマまで多様なマグマが生成している。日本列島もこの領域に相当する。プレート内部で発生するもののうち海洋性のタイプはハワイに代表され、主に玄武岩質マグマを生成する。ここではマントルの深部から比較的高温の湧昇流（マントルプリューム）が存在するホットスポットと考えられている。大陸性のものはアフリカのリフトバレーがあげられるが、ここでは一般的なケイ酸塩のマグマだけではなく、炭酸塩のマグマカーボナタイトなど多様なマグマが生成されている。ダイヤモンドを産出するキンバーライトも大陸の中に存在する。

## マグマの成因
マグマは周辺の地殻に存在する岩石より高温である。この高温は地殻の下にあるマントルに由来するが、マントルは高温ではあるものの、高い圧力がかかっている地下では固体として存在している。

### マントルを構成する岩石の性質
地球内部の温度は深くなるにしたがって上昇し、また圧力も上昇する。マントルを構成する岩石（かんらん岩）が融解しはじめる（部分溶融する）温度は圧力に影響され、圧力が高い場所では融解開始温度も高くなる。地下約50キロメートルより深い場所の温度は、かんらん岩の地上での融解開始温度を上回るが、高い圧力が原因で溶融せず固体のままで存在している。またかんらん岩中に水が混入すると、高圧下における融解開始温度が著しく低下する。

### マントルの部分溶融によるマグマの生成
中央海嶺に代表されるプレート発散境界は、海洋プレートが外側に広がってゆく場所なので、それを埋めるために地下深部から高温のマントルが上昇してくる。マントルの上昇速度が速いので、かんらん岩は地下深部の高温を保ったまま地上近くまで上昇し、そこで部分融解を始めて玄武岩質マグマを生成する。マントルの湧昇流が存在するホットスポットでも同様な状況でかんらん岩が部分融解して玄武岩質マグマを生成する。日本列島に代表されるプレート沈み込み帯では、海水を含んだ海洋プレートが地下へ斜めに沈み込む。地下深部でプレートから絞り出された水はその上にあるマントルのかんらん岩の部分融解温度を低下させて、マグマを生成する。これらかんらん岩が部分溶解した玄武岩質マグマを本源マグマと呼ぶ。

### マグマの分化
かんらん岩中で生成した玄武岩質マグマは周囲の岩石より比重が軽いので徐々に上昇してゆく。火山の下にはマグマが集積したマグマ溜りがあって、マグマはそこで停滞する。この上昇・停滞中に、マグマの化学組成はさまざまに変化する。このプロセスをマグマの分化と呼ぶ。地下深部から上昇したマグマは周囲から徐々に冷やされて温度が下がってゆく。玄武岩質マグマは多様な成分を含んだ混合物なので、温度が低下するにつれて特定の成分が結晶を形成して固化する。固体化した結晶は一般的に液体部分より比重が高いので、マグマ溜りの底に沈降してゆく。結晶化した成分が抜けた後の液体部分は、本源マグマとは異なった化学組成となる。
実際には、本源マグマからまず有色鉱物のかんらん石や輝石と無色の斜長石が晶出し、次に有色の角閃石と無色の正長石が析出してくる。これらの結晶が析出するにしたがってマグマ中の二酸化ケイ素の比率が上昇してゆく。
別の分化プロセスとして、高温のマグマ溜りが周辺の岩石を溶融させて混合する場合も考えられる。厚い地殻を有する大陸や日本列島では、玄武岩質マグマが熱源となって二酸化ケイ素に富んだ地殻成分を融解させ、混合して、多様なマグマを形成すると考えられる。

### マグマ中の揮発性物質

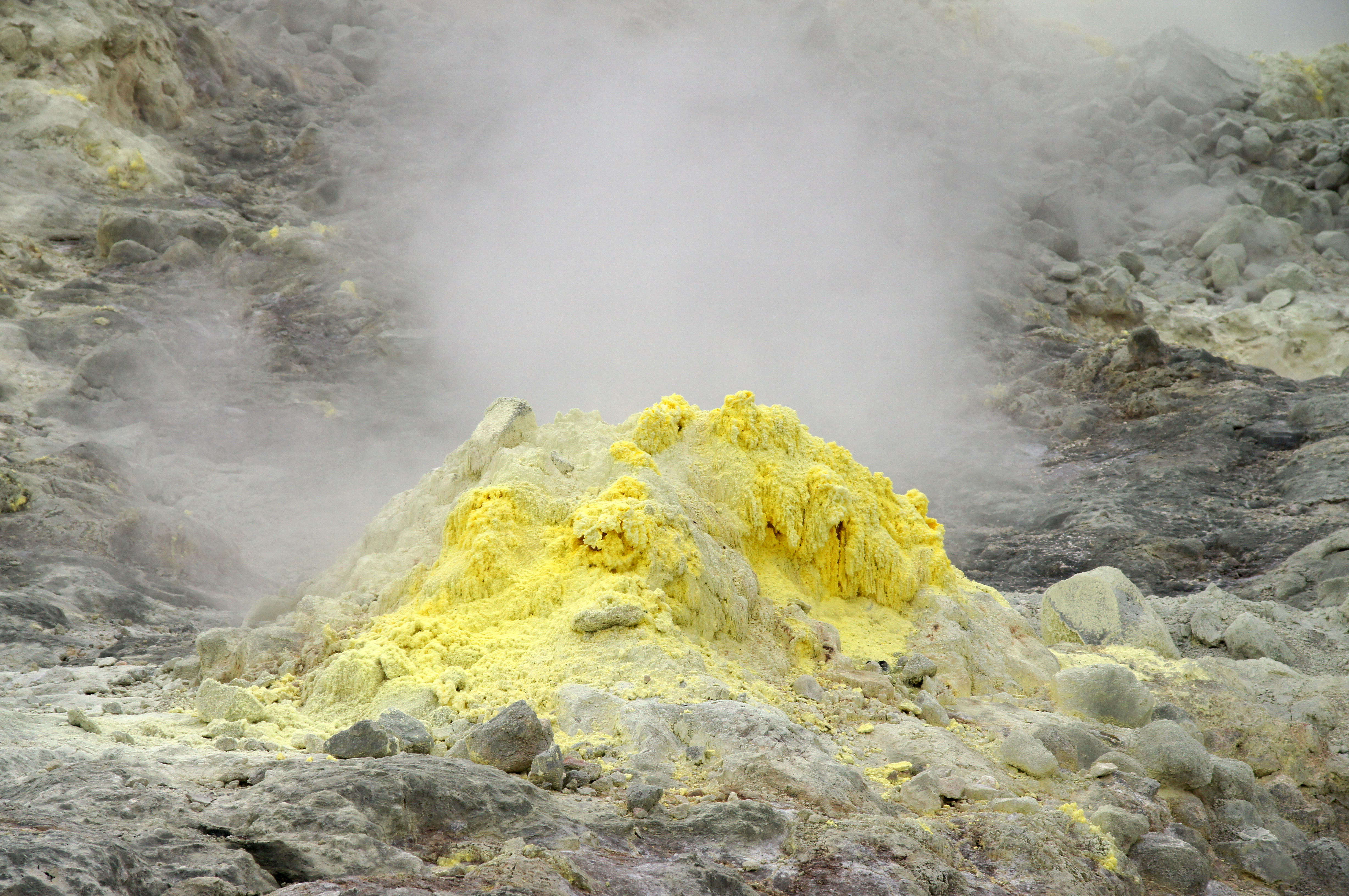
北海道のアトサヌプリの火山ガスの噴気、水蒸気が白く見える。噴気孔周辺にはガスに含まれていた硫黄が堆積している。

マグマ中には揮発性物質が含まれている。物質としては水と二酸化炭素を主体とし、硫黄や塩素などの成分が溶解している。これらは一般的にマグマ中の鉱物結晶に取り込まれないため、マグマの分化プロセスが進行してもマグマの液体部分に残る。またマグマが冷却固化するときには揮発性成分は岩石（火成岩）に残らず火山ガスなどの形で放出される。揮発性物質の構成比はマグマと同様に多様であるが、プレート沈み込み帯のマグマの揮発性成分には、他の地域のものに比べて水と塩素が多い傾向がある。これはこの地域のマグマの生成に海水が影響していることを反映している。

## 過去の地球におけるマグマ
地球が多数の微惑星や惑星胚が衝突・集合してできた46億年前には、衝突エネルギーによる高温で地球表面の岩石が溶解してマグマオーシャンを形成していたと考えられる。月ができた原因を原始地球と他の惑星との衝突にあるとするジャイアント・インパクト説では、衝突の直後は地球全体が高温となって地球全体を覆うマグマオーシャンが形成されたとされる。
地球は誕生時の温度が最も高く現在も徐々に冷えているため、20億年以上前には現在のどのマグマよりも高温（1,600℃）でマグネシウムを多く含むコマチアイトマグマが形成された。

## マグマオーシャン
惑星表層の珪酸塩部分が融けた状態になり、マグマの海が形成された状態をマグマオーシャンという。地球では、その形成の最終段階でジャイアント・インパクトを経験した際に、マグマオーシャンが形成されたとの説がある。

## 主な活動域
- 火山
- 海底火山
- 海嶺
- プレートの切れ目
- ホットスポット